# لوكا بادور
لوكا بادور (بالإيطالية: Luca Badoer)‏ مواليد 25 يناير 1971 في فينيتو، إيطاليا، هو سائق فورملا 1 إيطالي سابق كان قد بدأ مسيرته الاحترافية سنة 1993. كان أول سباق له هو جائزة جنوب أفريقيا الكبرى 1993. خاض خلال مسيرته 58 سباقاً.

## سباقات شارك فيها
- بطولة فورمولا 3 الإيطالية